# Ivonne Polizzano
Ivonne Polizzano (* 8. Februar 1981 in Frankenthal (Pfalz), Rheinland-Pfalz) ist eine deutsche Schauspielerin. Sie hat bereits in mehreren Theater- und Filmprojekten mitgewirkt und war darüber hinaus auch schon als Fotomodell tätig.
Einem breiteren Publikum wurde sie bekannt durch ihre Rolle der Netty Töppers in der ARD-Vorabendserie Marienhof.

## Rollen

### Theater
- 2002: Blut am Hals der Katze (Zeisehallen Hamburg), Rolle: Modell
- 2003: Emilia Galotti (Zeisehallen Hamburg), Rolle: Emilia
- 2004: Schneewittchen (Ernst-Deutsch-Theater Hamburg), Rolle: Zettelino
- 2004: Heute Abend: Lola Blau (Wiederaufnahme; Strafvollzugsanstalt HH-Fuhlsbüttel), Rolle: Lola Blau
- 2004: Der Blaue Tod (Theater N.N. Hamburg), Rolle: Cholera
- 2004: Heute Abend: Lola Blau, Abschlussstück (Komödie Winterhuder Fährhaus Hamburg), Rolle: Lola Blau
- 2005: Kleinasien im Galopp (Company Hamburg), Rolle: Idil
- 2005: Endlich Allein (Altonaer Theater Hamburg), Rolle: Janie Johnson, 2006 Wiederaufnahme
- 2006: Hänsel und Gretel (Komödie Kassel), Rolle: Gretel
- 2009: Black Comedy (Theater Drehleier München), Rolle: Clea

## Filmografie (Auswahl)
- 2003: Stay Smart (Kurzfilm der Hochschule für Angewandte Wissenschaften)
- 2003: Geschickt Verpackt (Kurzfilm der Cuttervolontäre L9 des NDR)
- 2005: Eine Liebe am Gardasee (1. Staffel, ZDF-Serie)
- 2005: Firefly Lake (Kinokurzfilm)
- 2006: Das Fräulein auf dem Turm
- 2006: Eine Liebe am Gardasee (2. Staffel)
- 2006: Kai Niemann – „Nie wieder“ (Musikvideo)
- 2006: Liebe mich oder stirb (interaktiver Kurzfilm)
- 2007: Aktenzeichen XY … ungelöst, Rolle: Verena Becker
- 2007: Marienhof